# Repišće
 Repišće  falu Horvátországban Zágráb megyében. Közigazgatásilag Klinča Selához tartozik.

## Fekvése
Zágráb központjától 23 km-re délnyugatra, községközpontjától 5 km-re északnyugatra a Plešivica-hegység délkeleti lejtői alatt fekszik.

## Története
Területén már a római korban éltek emberek. Ezt bizonyítják az itt előkerült római sírkő, valamint villa rustica maradványai. Története során az okicsi uradalom része volt. A falunak 1857-ben 113, 1910-ben 279 lakosa volt. Trianon előtt Zágráb vármegye Jaskai járásához tartozott. A 20. század második felében a település fokozatosan a környék egyik kulturális központjává vált. 1963-ban épült fel a klinča selai alapiskola itteni területi iskolája. 1981-ben felépült a plébánia új épülete, így az ősi okicsi plébánia székhelye is ide helyződött át. 2001-ben a falunak 354  lakosa volt.

## Lakosság
| Lakosság változása | Lakosság változása | Lakosság változása | Lakosság változása | Lakosság változása | Lakosság változása | Lakosság változása | Lakosság változása | Lakosság változása | Lakosság változása | Lakosság változása | Lakosság változása | Lakosság változása | Lakosság változása | Lakosság változása |
| ------------------ | ------------------ | ------------------ | ------------------ | ------------------ | ------------------ | ------------------ | ------------------ | ------------------ | ------------------ | ------------------ | ------------------ | ------------------ | ------------------ | ------------------ |
| 1857               | 1869               | 1880               | 1890               | 1900               | 1910               | 1921               | 1931               | 1948               | 1953               | 1961               | 1971               | 1981               | 1991               | 2001               |
| 113                | 145                | 176                | 210                | 261                | 279                | 288                | 290                | 339                | 356                | 357                | 379                | 350                | 282                | 354                |

## Nevezetességei
A plébánia épülete benne a Szent Kereszt kápolnával (1981).

## Híres emberek
Itt töltötte gyermekéveit Kamilo Tompa (1903-1989) akadémiai festő, egyetemi tanár, szcenográfus.

## Külső hivatkozások
- Klinča Sela község hivatalos oldala
- Az okicsi Szűz Mária plébánia honlapja